# Lennik

Lenniks vapen.

Lenniks läge inom provinsen Vlaams-Brabant.

Lennik är en kommun i provinsen Vlaams-Brabant i regionen Flandern i Belgien. Lennik hade 8 915 invånare den 1 januari 2013.